# Åtvidaberg (comuna)
Åtvidaberg (em sueco: Åtvidabergs kommun) é uma comuna da Suécia localizada no condado de Gotalândia Oriental. Sua capital é a cidade de Åtvidaberg. Possui 687 quilômetros quadrados. Segundo o censo de 2018, havia 11 537 habitantes.